# Вигор из Байё
Вигор (умер около 537 года) — французский епископ и христианский миссионер. День памяти — 1 ноября.
Раннее житие святого Вигора (фр. Saint Vigor, Vigeur; лат. Vigor, Vigorus) было составлено около 750—775 годов, вероятно, в Байе, где он был епископом и почитался с ранних лет. Родившись в Артуа, он учился в Аррасе у святого Ведаста. Его благородный отец, озабоченный мирским престижем, не дал ему разрешения стать священником. Поэтому святой Вигор сбежал из дома, ничего не взяв с собой, в сопровождении послушника Феодимира. После этого он стал проповедником-отшельником в Ревье, Кальвадос. Святой Вигор был поставлен епископом Байе в 514 году.
Он яростно выступал против язычества и основал монастырь, впоследствии известный как Сен-Вигор-ле-Гран. В Байе, Нормандия, он разрушил языческий храм, который все ещё использовался, и построил церковь на его территории.
Святой Вигор был особо почитаем в Нормандии, в его честь были освящены храмы. Нормандия была местом для установления его культа после успешного Норманнского завоевания Англии. Две английские церкви также были посвящены Вигору: одна в Фуборне, Кембриджшир, другая в Стрэттон-он-зе-Фосс, Сомерсет. его праздник приходится на День Всех Святых (1 ноября), и в результате часто переносится на другую дату. Святой Вигор упоминается в житии (vita) святого Патерна.

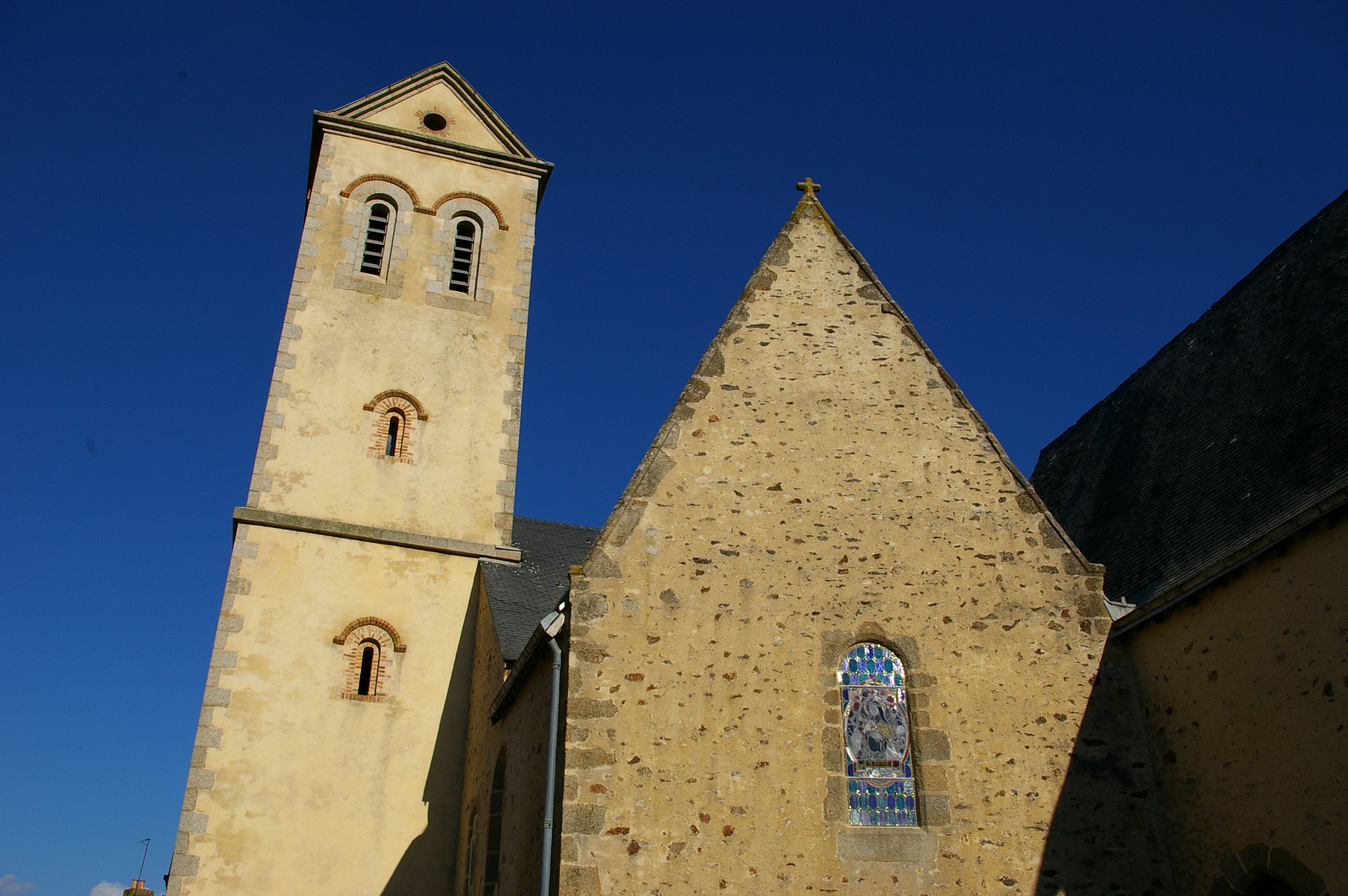
Храм св. Вигора Но, Мэн.
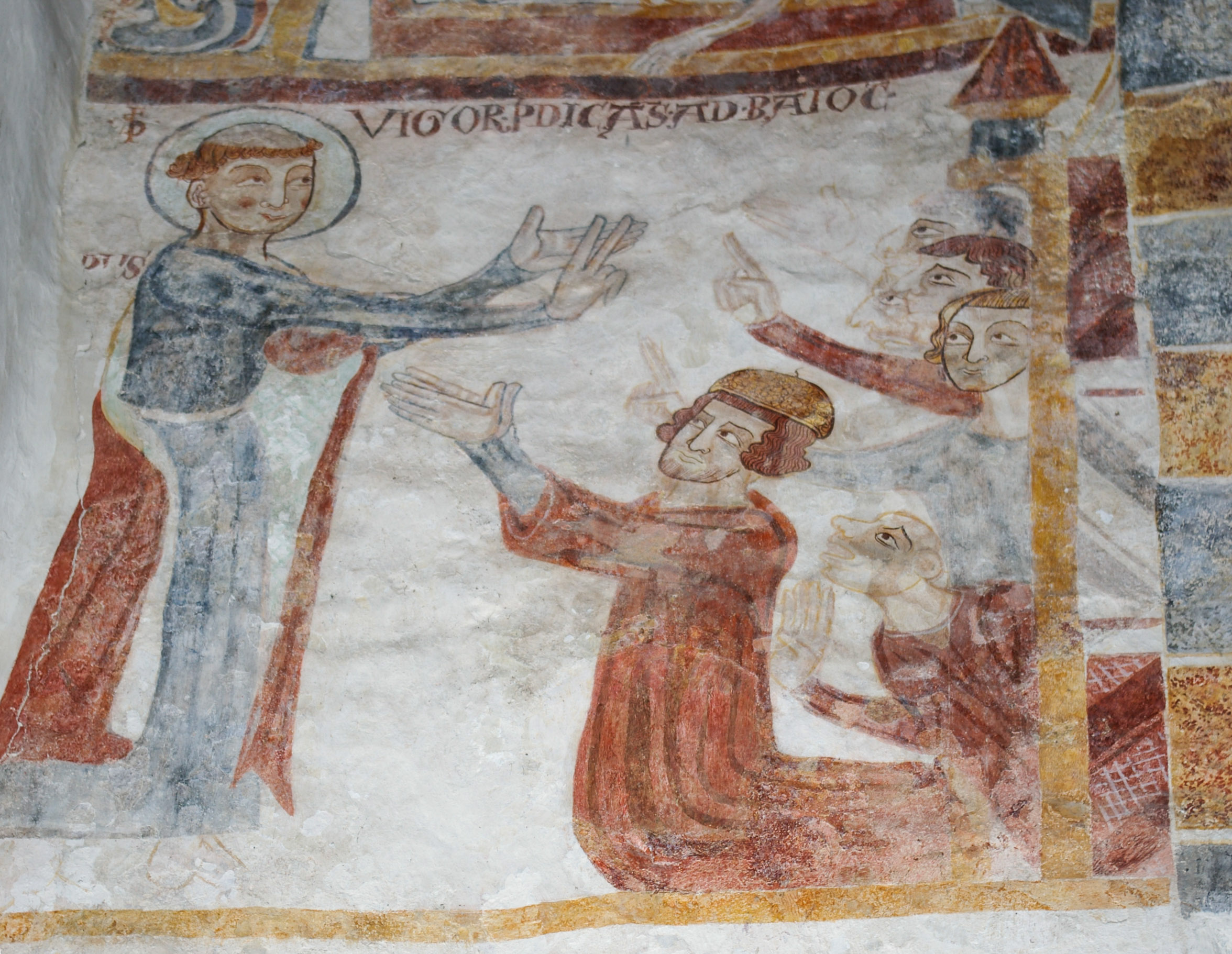
Фреска в храме святого Вигора, Но.
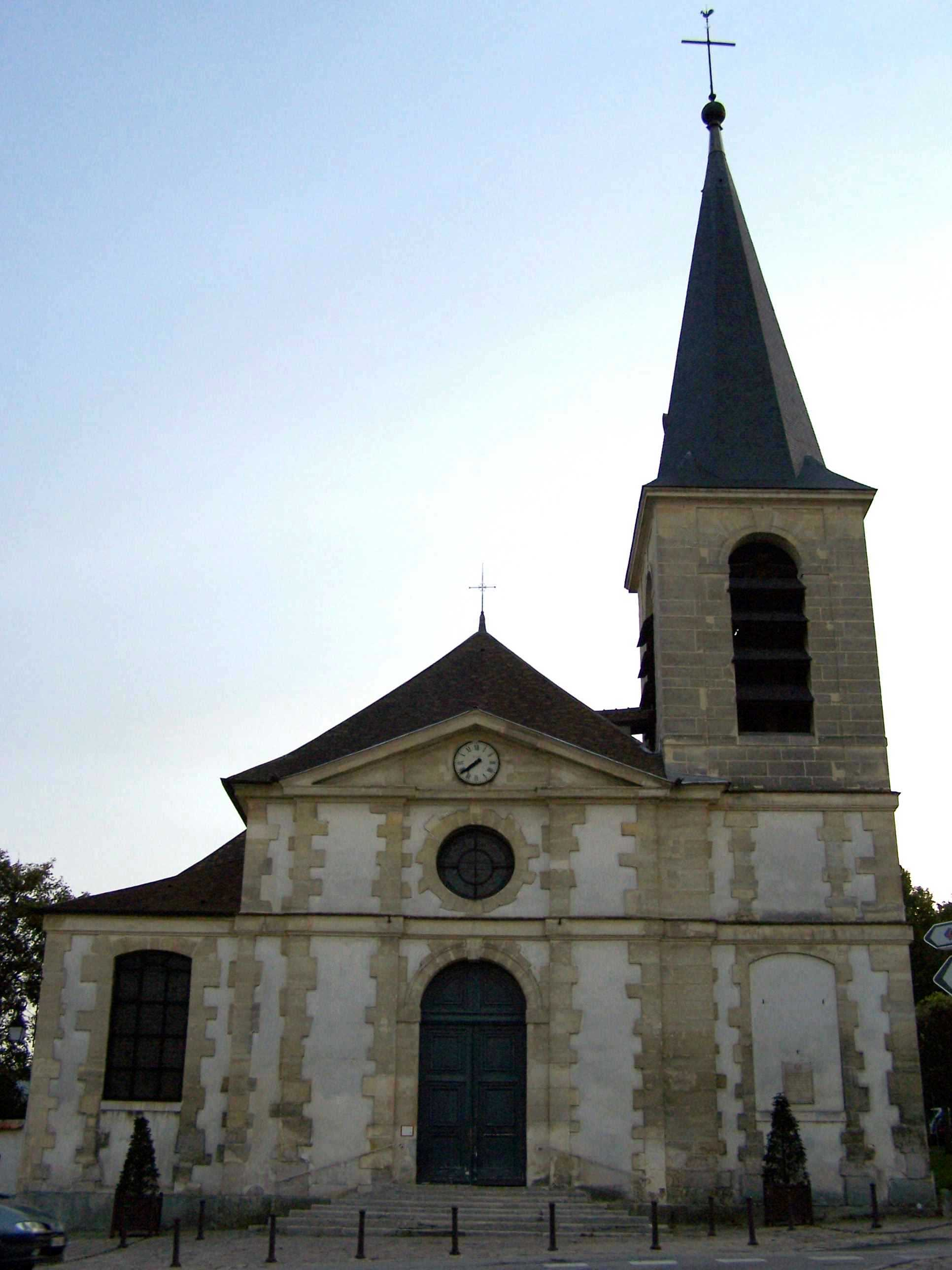
Храм св.Вигора Марли-ле-Руа, Иль-де-Франс
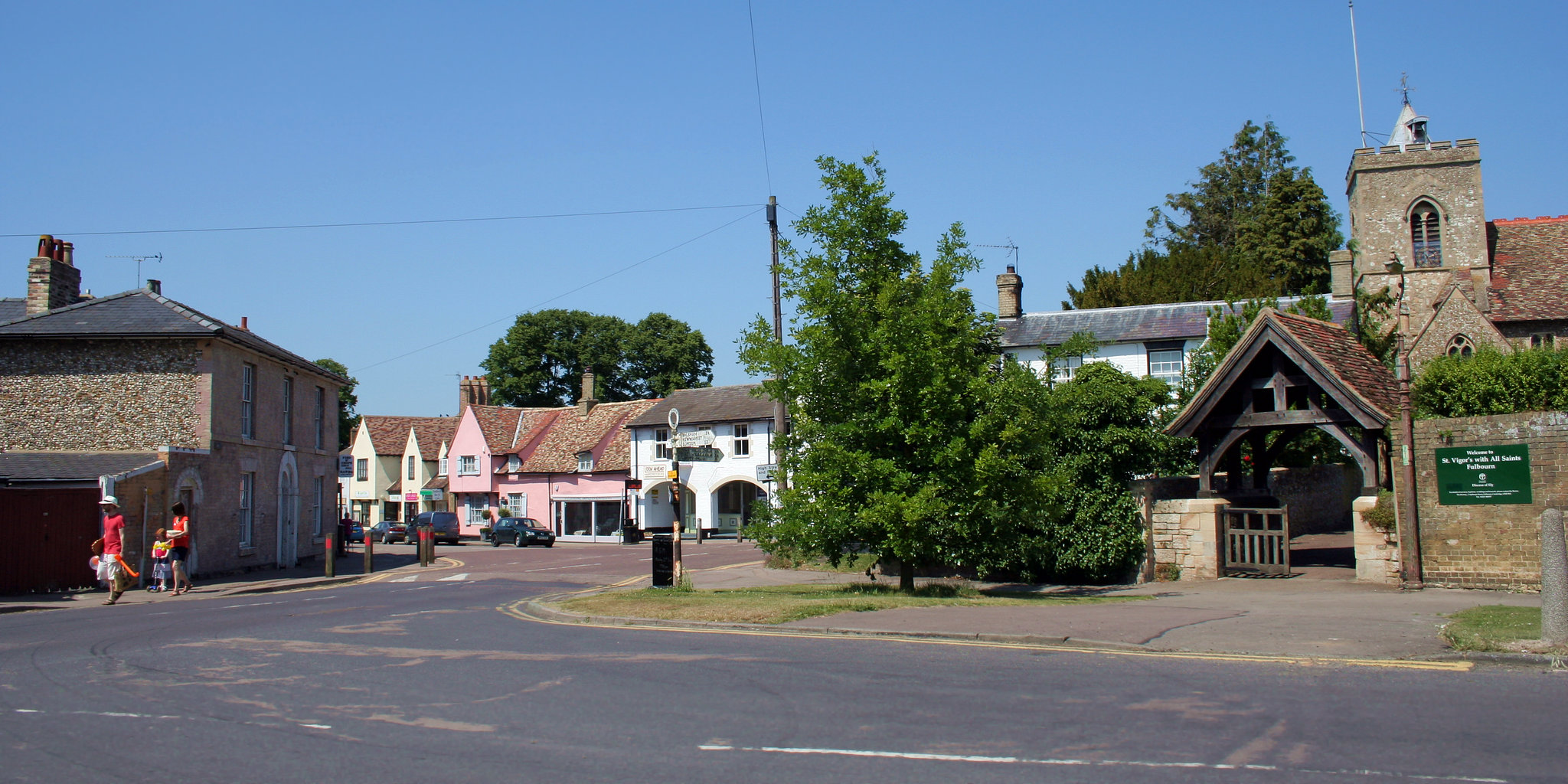
Храм св.Вигора со Всеми Святыми Фулборн, Англия